# Nephasoma vitreum
Nephasoma vitreum är en stjärnmaskart som först beskrevs av Louis Roule 1898.  Nephasoma vitreum ingår i släktet Nephasoma och familjen Golfingiidae. Inga underarter finns listade i Catalogue of Life.